# St. Cloud (Florida)

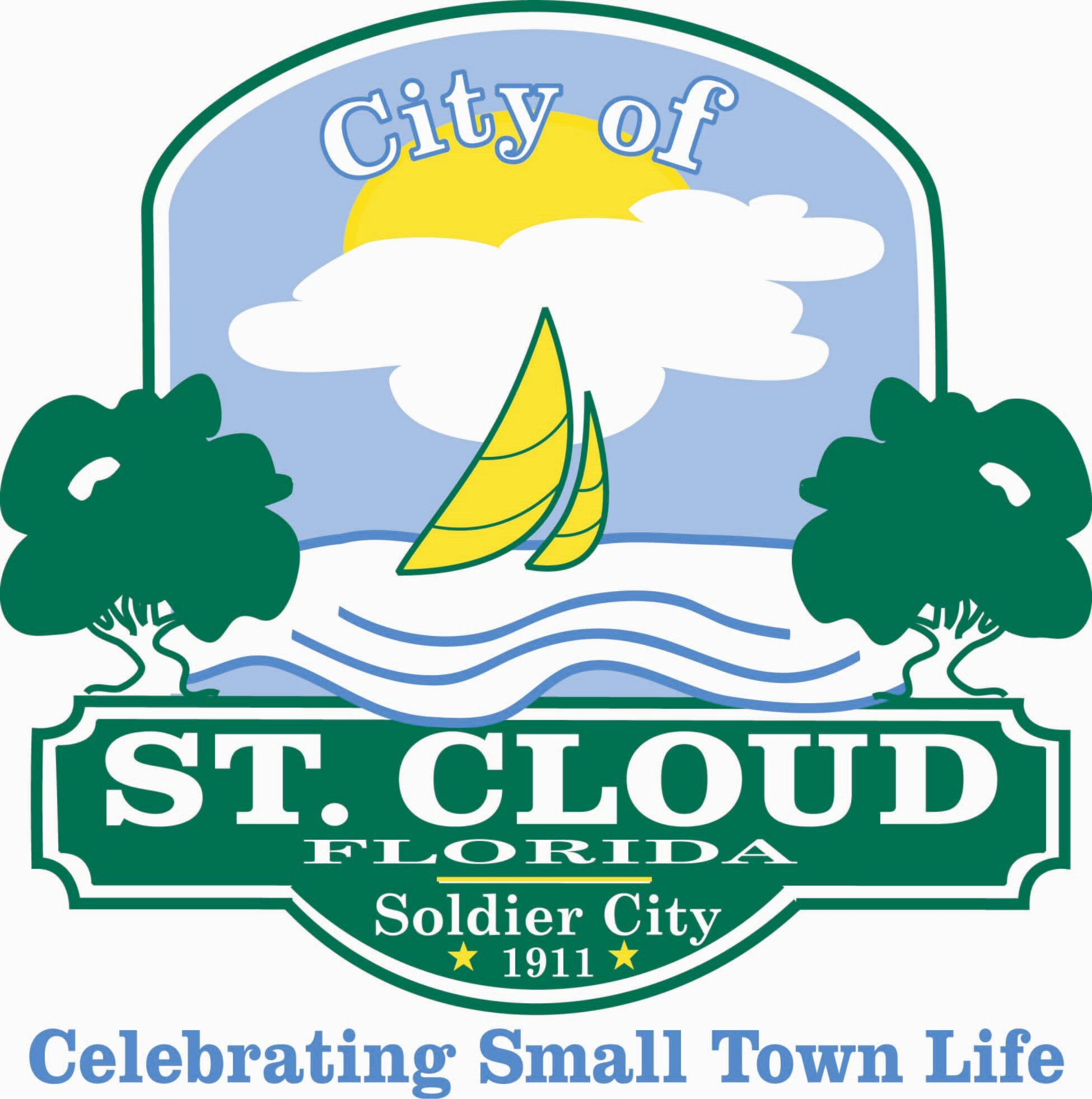

St. Cloud es una ciudad ubicada en el condado de Osceola, Florida, Estados Unidos. Según el censo de 2020, tiene una población de 58,964 habitantes.
Forma parte del área metropolitana de Orlando. 
St. Cloud ha tratado de separarse de las ciudades vecinas, y en particular de los parques temáticos, promoviendo una imagen de vida de un pueblo pequeño.

## Geografía
La ciudad está ubicada en las coordenadas 28°13′36″N 81°16′25″O / 28.22667, -81.27361 (28.226617, -81.273482). Según la Oficina del Censo de los Estados Unidos, St. Cloud tiene una superficie total de 66.11 km², de la cual 66.02 km² corresponden a tierra firme y 0.09 km² es agua.

## Demografía
Según el censo de 2020, hay 58,964 personas residiendo en St. Cloud. La densidad de población es de 893.12 hab./km². El 51.36% son blancos, el 6.95% son afroamericanos, el 0.48% son amerindios, el 1.98% son asiáticos, el 0.10% son isleños del Pacífico, el 15.24% son de otras razas y el 23.88% son de dos o más razas. Del total de la población, el 47.62% son hispanos o latinos de cualquier raza.